# Unione Sportiva Sassuolo Calcio
L'Unione Sportiva Sassuolo Calcio, meglio nota come Sassuolo, è una società calcistica italiana della città di Sassuolo. Milita in Serie A, la massima divisione del campionato italiano. 
Costituita nel 1920, i suoi colori sociali sono il nero e il verde, da cui il soprannome di neroverdi; altro soprannome noto del club è Sasôl ("Sassuolo" in dialetto modenese).
Il Sassuolo si trova al 28º posto della classifica perpetua della Serie A dal 1929. Insieme al Lecco, all'Empoli, al Carpi, al Cesena, al Legnano, alla Pro Patria di Busto Arsizio e al Casale, è anche uno dei club di città non capoluogo di provincia, al tempo della militanza, che hanno preso parte alla massima serie calcistica italiana (da quando essa è a girone unico).
Ha disputato 12 campionati in Serie A, 6 campionati di Serie B, 2 di Serie C1 e 14 di Serie C2. La società è stata promossa per la prima volta in massima serie nel 2013, mentre il miglior piazzamento ottenuto in Serie A è il 6º posto della stagione 2015-2016, con cui ha raggiunto per la prima volta la qualificazione alle coppe europee, in tal caso la UEFA Europa League. Nella sua storia, il Sassuolo ha vinto due campionati di Serie B, uno di C1 e una Supercoppa di Serie C1.
Dopo aver usufruito per decenni dello stadio Enzo Ricci di Sassuolo e aver giocato per un breve periodo allo stadio Alberto Braglia di Modena, dal 2013 i neroverdi disputano le loro partite casalinghe al Mapei Stadium di Reggio Emilia.

## Storia

### Dagli inizi agli anni 1970
La società sassolese, istituita nel 1920 come Sassuolo Football Club, si affiliò alla Federazione Italiana Giuoco Calcio il 17 luglio dello stesso anno, e utilizzava in principio gli stessi colori dello stemma comunale, ovvero il giallo e il rosso. La squadra partecipò per molti anni ai tornei dilettantistici emiliani dove nacquero molte rivalità, tra le quali Carpi, Roteglia, Vignola, Guastalla, Mirandolese e Baracca Lugo quelle principali.
Nel 1966, a seguito della fusione tra Sassuolo Sportiva e la S.C. Sassolese, il sodalizio emiliano diventò Sassuolo Sportiva Football Club. Il primo risultato significativo la squadra lo ottenne nel campionato 1968-1969 quando partecipò al campionato di Serie D, girone B, con squadre lombarde e altre formazioni emiliane (tra le quali Carpi e Mirandolese). Al termine della stagione arrivò la salvezza. L'annata successiva in un girone simile, con l'inserimento di Parmense, Cremonese e Gallaratese, la squadra si piazzò a centro classifica con 33 punti. Dalla stagione 1970-1971 sempre in Serie D gli emiliani si presentarono con i colori neroverdi e la denominazione di Football Club Sassuolo; la sede era in via Mazzini, presso il campo comunale, al tempo formato da una sola tribuna in legno. Presidente era Primo Costi con allenatore Angelo Ottani, che portò il club a una salvezza sofferta sempre nel girone B; 2 punti di vantaggio sui rivali di sempre del Carpi che retrocessero. Nel campionato 1972-1973, inserite ancora nel girone B c'erano due squadre sassolesi, il "San Giorgio Sassuolo" che fino ad allora svolgeva attività minore (nota localmente come Giofil), dai colori viola e nero, piazzatosi infine al 12º posto, e il Sassuolo Sportiva F.C. classificatosi ultimo e quindi retrocesso con Cisanese e Guastalla.
Nella stagione 1973-1974, sotto la guida del presidente Cantelli il Sassuolo chiude al 6º posto il girone B della Promozione emiliano-romagnola, mentre il San Giorgio Sassuolo divenuto nel frattempo "A.C. Sassolese" ingaggia come allenatore Ezio Pascutti, che da poco ha smesso di giocare nel Bologna, piazzandosi al 9º posto nel girone D della Serie D, vinto dai rivali di sempre del Carpi.
Nell'estate del 1974 la Sassolese e il Sassuolo Sportiva FC decidono di dar vita a un sodalizio comune fondendosi nella Unione Sportiva Sassuolo Calcio, con maglia a strisce verticali rosse e blu e pantaloncini bianchi, probabilmente in onore del Bologna. Il sodalizio ha inizialmente sede a Fiorano Modenese, così come anche il campo da gioco è situato nella vicina cittadina. Presidente è Carlo Alberto Giovanardi, mentre allenatore è sempre Pascutti. La squadra ha ancora maglia rossoblù e calzoncini bianchi. I sassolesi raggiungono il 7º posto, a pari punti (36) con la Maceratese. Nell'annata seguente (1975-1976) in panchina non troviamo più Pascutti, ma ritorna Angelo Ottani con Igino Guazzi alla presidenza. Stagione certo non fortunata che si conclude con il ritorno nei campionati regionali dopo un arrivo a pari punti con San Lazzaro e Baracca Lugo, questi ultimi salvatisi per la miglior differenza reti. Nel campionato 1977-1978, stagione dell'ultima riforma dei campionati, gli emiliani che hanno cambiato ancora presidenza e guida tecnica, sono sempre nel girone D con formazioni marchigiane, romagnole ed emiliane. Salvezza di un soffio con un solo punto di vantaggio sul quartetto delle retrocesse. Nuova stagione sportiva (1978-1979) e nuovo staff con Gilberto Prati alla presidenza che riporta alla guida tecnica Augusto Vaccari. Cambio anche nella tenuta da gioco, con i pantaloncini che diventano blu.
Cambiamenti che non giovano, infatti il club retrocede mestamente con soli 17 punti conquistati.

### Anni 1980

La rosa del Sassuolo 1983-1984, vincitore del Campionato Interregionale e promosso per la prima volta nel calcio professionistico, in Serie C2

Il Sassuolo si ripresenta al campionato di Interregionale al via della stagione 1981-1982, sempre con Prati alla presidenza e Franco Martinelli in panchina, partecipando nel girone C, emiliano-romagnolo, ottenendo il 6º posto finale grazie alle 13 reti di Piero Maini. L'annata seguente, il bomber neroverde si conferma con 12 segnature e per i neroverdi è 8º posto, in un girone misto emiliano-veneto, ponendo le basi per il salto di categoria, con la società che passa nelle mani di un nuovo proprietario il ragioniere Claudio Sassi.
La stagione 1983-1984 è una di quelle storiche per la squadra di Sassuolo, in quanto si ha un primo appoggio esterno di Giorgio Squinzi tramite la sponsorizzazione Mapei, e i risultati si vedono: al termine di un lungo duello a distanza con il Rovigo, gli emiliani vincono il girone D, con sole 3 sconfitte, approdando per la prima volta nel campionato di Serie C2; sempre sugli scudi Maini, questa volta con 15 reti. Per la C2, dove viene inserito nel girone C, si ha la conferma di tutto lo staff a partire dal tecnico della promozione Aurelio Dotti, per una squadra formata da quasi tutti giocatori della zona, nel primo anno di Interregionale. Una stagione da incorniciare per i neroverdi, con un ottimo sesto posto finale, una sola sconfitta interna, spinti come sempre dai gol di Maini, il quale conferma le sue qualità anche nella categoria superiore con 11 centri. Nel campionato successivo 1985-1986, il Sassuolo pur confermando lo stesso gruppo, incontra alcuni problemi sul cammino, riuscendo comunque a centrare una sofferta salvezza.

Il Sassuolo 1986-1987

La stagione 1986-1987, vede gli emiliani spostati nel girone B; presidente è sempre il Rag. Sassi, mentre in panchina Ezio Galbiati, che in squadra può contare su buoni giocatori di categoria come lo stopper Malaguti, il mediano Residori e il centrocampista Alessandro Pane in seguito all'Empoli. Per i sassolesi, da registrare anche il ritorno di Ezio Pascutti a rilevare Galbiati, per cercare di centrare la salvezza che arriva. Nel 1987-88, sempre inseriti nel girone B, da registrare alcuni cambiamenti importanti. La Mapei diventa sponsor e mette come general manager, l'ex ala di Inter e Fiorentina Giorgio Mariani, mentre in panchina troviamo Giancarlo Magrin. Viene abbandonata la storica sede di via Fossetta 1, per passare in Piazza Risorgimento 47, dove è situato lo stadio "Ricci". Confermati Residori, Montanini, in prima squadra si affacciano anche l'attaccante Cosimo Francioso, prelevato dal Galatina e anche un giovane Marco Schenardi, al tempo nemmeno ventenne, arrivato in prestito dalla Cremonese. Per il centrocampista alla fine della stagione saranno 33 le presenze e due reti, ma la squadra arranca, arrivando terzultima con 28 punti e arriva la retrocessione con il Suzzara e la Pro Patria. Al termine del campionato per Suzzara e Sassuolo ci sarà anche il ripescaggio in categoria. Nel campionato successivo il tecnico è Guido Mammi, con un Sassuolo che trova una sua precisa identità con Aloise, Paraluppi, Zuccheri in difesa, Schenardi, Liset, Residori e Lagrasta a centrocampo, oltre agli attaccanti Paraluppi e D'Agostino con 24 gol complessivi. Un gruppo che nonostante il cambio di panchina da Mammi ad Adelmo Capelli, ottiene un 5º posto di tutto rispetto.

Una formazione del Sassuolo nella stagione 1989-1990: è già in essere il legame con la Mapei

La stagione 1989-1990, vede la formazione neroverde sempre nel girone B di C2, si registrano alcune partenze importanti come Liset che approda all'ambiziosa Solbiatese di Caravatti, che poi verrà sconfitta nello spareggio promozione dalla SPAL a Verona. Il Sassuolo conferma comunque la solita intelaiatura, con Schenardi sempre più simbolo della squadra; inizialmente in panchina Adelmo Capelli, quindi Raffaello Vernacchia ex ala dell'Atalanta in B e poi il sempiterno Gianni Seghedoni, ma non riesce a raddrizzare la baracca. Al termine del campionato i sassuolesi non possono evitare la caduta in Interregionale accompagnati da JuveDomo e Orceana.

### Anni 1990
Il ritorno nei dilettanti vede l'abbandono di Squinzi, che si defila preferendo le sponsorizzazioni ciclistiche e la conseguente cessione dei pezzi più importanti, come Schenardi, prelevato dal Bologna dell'allora presidente Corioni, il quale lo piazza momentaneamente nella sua società satellite Ospitaletto. Gli emiliani vengono inseriti nel girone C, dove ritrovano vecchie avversarie come la Virtus Roteglia, il Fanfulla, Reggiolo, Vogherese, Crema e Brescello. La formazione sassolese si piazza dunque a centro classifica. Stessa posizione raggiunta anche nelle due annate successive. 5º posto invece nel campionato 1993-1994, mettendo in evidenza il bomber Spezia con 16 centri, secondo solo a Pompini che ne siglò 17 nella Casalese. Altro 7º posto nel 1994-95 e 6º nel campionato seguente dove si evidenzia il tandem d'attacco Luconi (18 gol) e Mollica (8).
La stagione 1996-1997 è invece di sofferenza nonostante un duo d'attacco formato sempre da Luconi (14) e da Paraluppi (13), tornato alla base dopo un lungo girovagare nelle squadre emiliane di categoria. Arriva una salvezza stentata per un solo punto, che vale però come trampolino di lancio per la stagione seguente, che segna una nuova era per il Sassuolo con il riavvicinamento di Squinzi e di conseguenza della Mapei, con Giorgio Mariani che ritorna nelle vesti di general manager. Il girone C del CND vede un lungo duello tra Trento e Sassuolo, che hanno tra le proprie file l'ex comasco Oreste Didonè, con le due squadre che conquistano gli stessi punti sia all'andata che al ritorno. Inevitabile quindi lo spareggio che viene disputato allo stadio di Masnago a Varese. Trentini trascinati da Daniele Giulietti che segna 20 reti. La promozione si decide ai rigori con i gialloblu che hanno la meglio sui neroverdi per 5-4. Per il Sassuolo arriva comunque la promozione in C2 con un ripescaggio per inadempienze finanziarie di altre società.
Ai nastri di partenza della C2, con l'iscrizione nel girone B, con squadre adriatiche, i neroverdi si presentano con Baldelli alla presidenza, Mariani come G.M. e l'ex difensore del Pisa Stefano Garuti in panchina. In campo il portiere Bizzarri, il difensore Rosario Biondo, che poi approderà in Serie A e Serie B, il centrocampista ex Padova Andrea Cuicchi oltre a una buona punta di categoria come Ramacciotti. La squadra non ingrana e soffre il salto di categoria, Garuti viene sostituito da Roberto Busi, che guida la formazione al 10º posto. Nel campionato 1999-2000 arriva la salvezza con allenatore l'esperto Gianni Balugani in porta anche Graziano Vinti (ex Perugia).

### Anni 2000

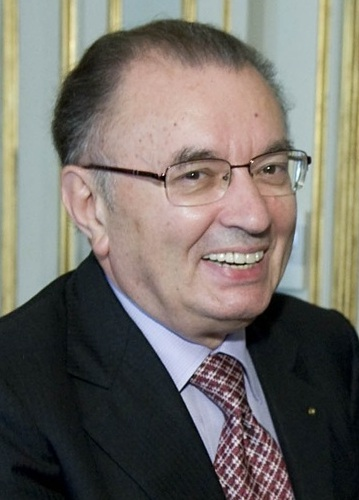
Giorgio Squinzi, patron del Sassuolo dal 2002 al 2019, traghettò il club dai dilettanti all'Europa: l'industriale era già stato sponsor del club neroverde (tramite la Mapei) durante gli anni 1980

Nella stagione 2000-2001 arrivò una salvezza sofferta per gli emiliani, con un solo punto di vantaggio dai play-out. Nel campionato successivo i neroverdi passarono nel girone C, salvandosi solo ai play-out a scapito del Faenza (0-0 e 1-0). Fu una stagione tormentata, con continui cambi di allenatore (da Balugani a Magnani, poi Lamagni e ancora Magnani per concludere di nuovo con Balugani) e di presidenza, che passò a Belfasti.
La situazione peggiorò nella stagione 2002-2003, sebbene fossero arrivati rinforzi di categoria come Terrera, Lambrughi e Leoni, con Cesare Maestroni (sostituito ancora da Balugani a stagione in corso). La formazione neroverde raccolse solo 32 punti che, in virtù del penultimo posto, la portarono a disputare i play-out contro l'Imolese, persi in due sconfitte per 2-1. In estate arrivò tuttavia il ripescaggio per inadempienze finanziarie di diverse società di Serie C.
Nella stagione 2003-04 il club torna nel girone A, con la Mapei a prendere decisamente le redini finanziarie: ciò portò agli innesti dei difensori Ardenghi e Santunione, e degli attaccanti Sforzini, Semprini e Federici, oltre del giovane Gilioli in prestito dal Modena. Ben presto la formazione sassolese si trovò tuttavia sul fondo, chiudendo il girone di andata a 12 punti, motivo per cui Balugani fu sostituito da Cristiano Bergodi. Ancora una volta il Sassuolo terminò al penultimo posto con soli 27 punti all'attivo e dovette giocarsi il posto ai play-out, questa volta contro la blasonata Pro Vercelli, sconfitta in Emilia per 2-1; al ritorno la gara terminò sull'1-1 consegnando la salvezza ai neroverdi.
Nel 2004-2005 il patron Squinzi decise di dare l'assalto alla categoria superiore, affidando le chiavi della squadra al D.S. Nereo Bonato (ex portiere del Brescello dei miracoli). In panchina arrivò Giuseppe Brucato che aveva fatto bene nei campionati minori piemontesi, in particolare al Moncalieri. La rosa venne rinforzata, inserendo elementi che poi saranno l'asse portante per le stagioni a venire. Dal Monza arrivano il centrocampista Filippo Pensalfini (cresciuto nelle giovanili del Cesena), Benetti, Pagani e Piccioni mentre dall'Udinese Margheriti e dal Verona si ottiene la riconferma del prestito del giovane attaccante Sforzini e la stessa cosa avviene con il Modena per Gilioli. Il girone di andata non è certo dei migliori con 21 punti conquistati, così nel mercato di gennaio arrivano giocatori come il centrocampista Serrapica e l'attaccante Andreini. La squadra cambia marcia e centra i play-off a quota 52, con l'ultimo posto disponibile. In semifinale trova il Pizzighettone (poi promosso in C1) dell'ex portiere biancoblu Arcari. I cremonesi ebbero la meglio vincendo all'andata con una rete di Parmesani al 90', e pareggiando il ritorno 1-1.

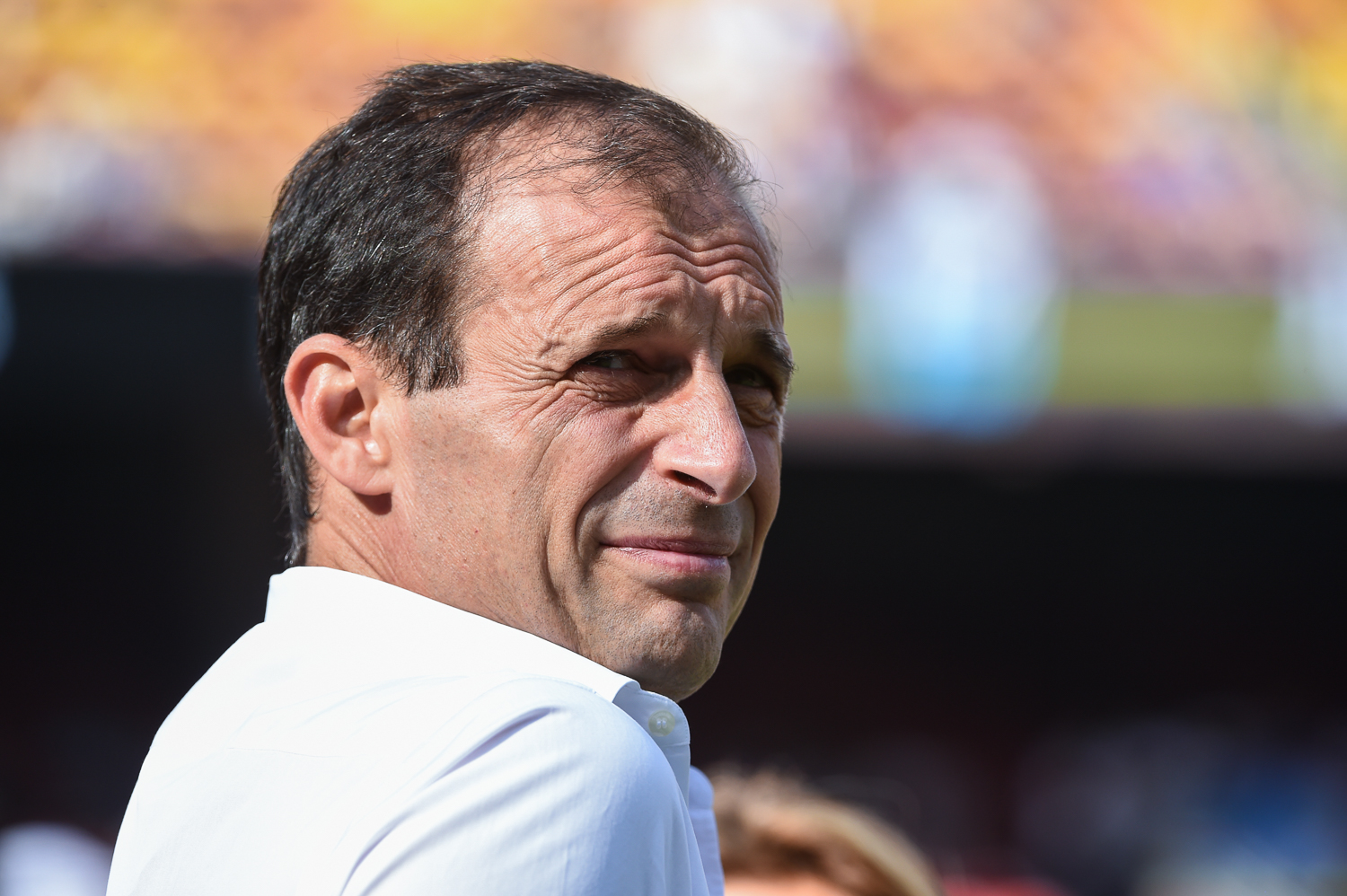
Massimiliano Allegri, il tecnico che ha portato nel 2008 il Sassuolo ad ottenere la sua prima promozione in Serie B, vincendo il campionato di Serie C1, ed a vincere la supercoppa di categoria

Nel 2005-2006 si puntò senza mezze misure al salto di categoria sfuggito: Bonato scelse come allenatore Gianmarco Remondina, al quale nel campionato appena concluso era riuscito il miracolo di portare la Canzese in C2. Al nuovo tecnico viene affidata la squadra della stagione precedente con soli 3 nuovi innesti. L'undici di Remondina pratica immediatamente un calcio concreto ma piacevole, che porta la squadra nelle prime posizioni, concludendo la stagione regolare al 2º posto dietro la Cavese. Alla 30ª di campionato gli emiliani si recano a Cava de' Tirreni, dove i padroni di casa festeggiano la promozione in C1. Durante il primo tempo gli uomini di Remondina passano a condurre e al ritorno negli spogliatoi succede di tutto: nel tunnel alcuni inservienti e altri addetti intimidiscono verbalmente e con calci e pugni i giocatori del Sassuolo. La stessa cosa avviene in tribuna contro la dirigenza e i componenti dello staff neroverde. La Cavese nella ripresa rimonta e vince per 2-1, con i giocatori ospiti scossi dai fatti dell'intervallo. Il ricorso alla Lega Calcio produce solo una multa di 3 000 euro per i campani. Il secondo posto garantisce comunque un'ottima posizione ai play-off, dove il team di Remondina vince la semifinale di andata ad Ancona per 2-3, e nonostante la sconfitta per 1-0 al ritorno, il Sassuolo gioca la finale con l'altra sorpresa Sansovino. In Toscana pareggia per 2-2, mentre in casa una rete di Pensalfini al 26' regala la certezza della C1.
Nel torneo 2006-2007 la società del patron Squinzi, ancora con pochi ma mirati innesti come il portiere Agazzi e il centrocampista italo-argentino Erpen dalla Triestina, i centrocampisti Gambadori e Giardina dal Pisa, Jiday dal Castel San Pietro, il roccioso difensore Tarozzi e la guizzante punta Selva dal Padova, sfiora lo storico traguardo della promozione in Serie B rimanendo sempre nelle primissime posizioni e spesso in vetta solitaria. La formazione di Remondina centra i play-off con il secondo posto a una sola lunghezza dal Grosseto. In semifinale incontra il Monza; gli emiliani vanno a vincere al "Brianteo" per 0-1 per poi soccombere malamente in casa per 2-4, consegnando la finale ai biancorossi, dove verranno sconfitti dal Pisa. Durante l'estate l'allenatore dei miracoli Gian Marco Remondina lascia il Sassuolo, non senza polemiche, per accasarsi al Piacenza che disputa il campionato di Serie B.
Nel campionato 2007-2008 la squadra allenata da Massimiliano Allegri ottiene la promozione in Serie B con una giornata d'anticipo nella partita casalinga contro il Manfredonia, vinta per 1 a 0 con il gol di testa siglato dal capitano Piccioni al 22° del primo tempo.
Al primo anno di Serie B la squadra, costretta al trasferimento allo stadio di Modena, è allenata da Andrea Mandorlini. Fin dall'inizio la squadra stupisce e prima di Natale si trova in testa alla classifica. Nel girone di ritorno il cammino non è altrettanto brillante, con otto partite senza vittorie. Il Sassuolo conclude il campionato al 7º posto mancando così la qualificazione ai play-off, obiettivo che viene invece raggiunto nella stagione successiva, quando, dopo un inizio non eccelso, la squadra chiude al quarto posto in classifica. Nelle semifinali il Torino estromette i neroverdi, vincendo 2-1 in trasferta dopo il pareggio dell'andata.

### Anni 2010

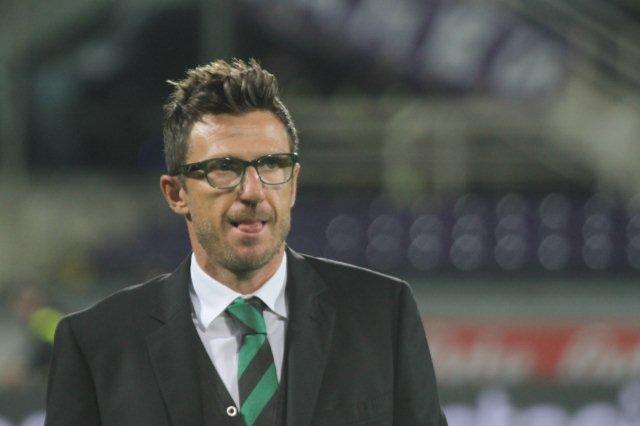
L'allenatore Eusebio Di Francesco ha guidato il Sassuolo, a metà degli anni 2010, dalla Serie B alla qualificazione in Europa

Nella stagione 2010-2011 i neroverdi lottano per la salvezza ottenendo il 16º posto finale all'ultima giornata. L'anno seguente il Sassuolo sfiora la promozione diretta in Serie A e termina la stagione al 3º posto con 80 punti (a 3 punti da Pescara e Torino, giunti rispettivamente primo e secondo), qualificandosi per i play-off, dove viene eliminato subito dalla Sampdoria, perdendo per 2-1 allo stadio Marassi e pareggiando al Braglia per 1-1.
Nella stagione 2012-2013, sotto la guida del nuovo allenatore Eusebio Di Francesco, la squadra parte ancora una volta con l'obiettivo della promozione. Dopo essersi subito imposta come la formazione più quotata del torneo cadetto e aver guidato per larga parte la classifica (con una sola flessione nelle giornate conclusive), il 18 maggio il Sassuolo batte in casa per 1-0 il Livorno, vincendo il campionato: Simone Missiroli è l'autore, al 6' di recupero, della rete che permette ai neroverdi di conquistare la Coppa Ali della Vittoria e di ottenere, per la prima volta nella loro storia, la promozione in Serie A.

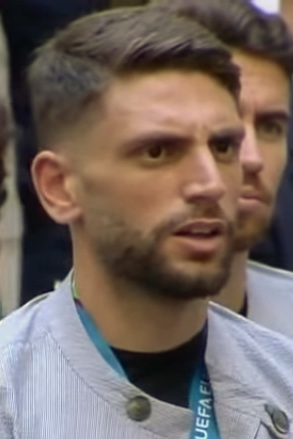
Domenico Berardi, bandiera sassolese dal 2012 e protagonista negli anni neroverdi in Serie A

L'esordio nella massima serie, con il trasferimento nello stadio di Reggio Emilia, è abbastanza traumatico per la matricola sassolese, che nelle prime quattro giornate incappa in altrettante sconfitte (tra cui spicca il pesante 0-7 subito in casa dall'Inter); nell'1-4 da parte del Livorno alla seconda giornata, Simone Zaza ha comunque l'occasione di mettere a segno lo storico primo gol dei neroverdi in A. Il primo punto in massima divisione del Sasòl arriva il 25 settembre 2013, al quinto turno, grazie all'1-1 maturato sul campo del Napoli. La prima vittoria assoluta in Serie A si fa invece attendere fino al 20 ottobre 2013, quando all'ottava giornata il Sassuolo ha la meglio in casa per 2-1 sul Bologna; il 3 novembre arriva poi anche il primo successo esterno, nella gara contro la Sampdoria battuta 4-3. Nonostante alcuni risultati di rilievo, tra cui i pareggi sui campi di Napoli e Roma e la vittoria interna per 4-3 contro il Milan con la quaterna di Berardi, il girone d'andata vede il club neroverde nella parte bassa della classifica, situazione che alla fine del gennaio 2014 porta all'esonero del tecnico Di Francesco e all'arrivo in panchina di Alberto Malesani; la mossa non ha l'esito sperato, con cinque sconfitte in altrettante partite, così, ai primi di marzo, la società solleva quest'ultimo dall'incarico e riaffida le redini della squadra a Di Francesco, il quale, a fine campionato, riesce a portare i neroverdi alla loro prima salvezza in massima serie. Il campionato seguente, in cui spiccano i tre successi su quattro contro le milanesi, è più tranquillo per il Sassuolo, che raggiunge un'agevole salvezza con quattro giornate di anticipo, issandosi al dodicesimo posto finale della classifica.
Nella stagione 2015-2016, sempre con Di Francesco in panchina, il Sassuolo chiude il campionato al sesto posto con 61 punti, record assoluto di punti conquistati e di posizionamento in classifica per la società emiliana, con annessa prima, storica qualificazione ai preliminari di UEFA Europa League: tale piazzamento è il migliore raggiunto da una squadra rappresentate una città non capoluogo di provincia, a pari merito col Cesena 1975-1976. La stagione seguente i neroverdi non riescono a confermarsi ai livelli della passata: in UEFA Europa League vengono subito eliminati alla fase a gironi, mentre in campionato, complici cessioni (Nicola Sansone) e infortuni (Domenico Berardi) importanti, chiudono al 12º posto.
Nell'estate 2017 si chiude un ciclo, con Di Francesco che dà l'addio alla panchina sassolese. La stagione inizia con Cristian Bucchi in panchina, ma con scarso risultato, al punto che i neroverdi rischiano la B; viene così sostituito da Giuseppe Iachini, il cui arrivo migliora il rendimento della squadra che ottiene una salvezza anticipata. Dalla stagione 2018-2019 la squadra si affida alla guida di Roberto De Zerbi, il quale, dopo avere bissato la permanenza in massima serie nel campionato seguente, nell'annata 2019-2020 porta gli emiliani all'ottavo posto, grazie anche alle prestazioni di giocatori come Boga e Locatelli e alla rinascita di Berardi. 

### Anni 2020
La stagione 2020-2021 vede il Sassuolo come principale rivelazione del campionato, grazie a un ottimo gioco espresso e che vede la squadra veleggiare in zona Champions per metà del girone di andata; nel prosieguo incappa in un momento buio, salvo riprendersi verso la fine del torneo grazie anche all'esplosione del giovane Giacomo Raspadori e a sfiorare l'accesso in UEFA Europa Conference League, confermando l'ottavo posto ma con gli scontri diretti che premiano la rivale Roma. Nel biennio successivo la squadra conquista una tranquilla salvezza, mentre nell'annata 2023-2024 si classifica al diciannovesimo posto e retrocede in Serie B, dopo undici campionati consecutivi in Serie A.
Nella stagione seguente, la squadra neroverde, guidata dal nuovo tecnico Fabio Grosso, si impone presto come capolista del torneo cadetto, conquistando quindi la promozione diretta e il ritorno nella massima serie con cinque giornate d'anticipo. Vince il campionato da prima in classifica grazie alla sconfitta del Pisa contro il Bari alla 37ª giornata e scrive la storia del campionato segnando il maggior numero di gol nella Serie B a 20 squadre, superando il Milan.

## Colori e simboli

### Colori

Il Sassuolo sfoggia una seconda divisa bianca nel 1988-1989

I colori sociali del Sassuolo sono il nero e il verde, da cui il soprannome di "neroverdi" attribuito ai giocatori della squadra.
La prima maglia del club declina perlopiù le suddette tinte in un disegno palato; nel corso degli anni non sono però mancate diverse sperimentazioni stilistiche, spesso legate alle mode del momento. In molte stagioni la maglia era completamente verde con il nero riservato ai calzoncini, altre volte si trovano maglie verdi fasciate o con bande oblique di nero; in alcune annate prevale il verde, in altre il nero.
Come seconda uniforme la scelta è quasi sempre caduta su di un completo bianco con dettagli neroverdi; la terza casacca, laddove prevista dai contratti di sponsorizzazione, adotta perlopiù il colore blu, identitariamente collegato al brand Mapei.

### Simboli ufficiali

#### Stemma
Lo stemma del Sassuolo, che risulta in uso perlomeno dagli anni 1990, è costituito da uno scudo decorato nella parte inferiore da strisce nere e verdi, oltre che da un pallone da calcio. Nella parte superiore è diviso in due parti: quella a sinistra presenta i tre colli dello stemma cittadino, mentre quella a destra ancora strisce nere e verdi. La fascia orizzontale che divide i due settori riporta il nome del club: dapprima vi era la sigla U.S.S., poi sostituita da U.S. SASSUOLO. Nelle sue forme, esso ricalca piuttosto fedelmente la versione del 1975 del più celebre "scudo a pentola" del più noto Barcellona; tuttavia il Sassuolo definisce tale circostanza una mera coincidenza.
Nelle stagioni 2007-2008 e 2008-2009 sulle maglie era applicato uno stemma differente, costituito da uno scudo pentagonale diviso verticalmente in due porzioni (una verde e una nera), recante al centro lo stemma della città di Sassuolo, racchiuso tra la denominazione del club (U.S.S.) e l'anno di fondazione. In precedenza, negli anni in terza serie, poteva altresì accadere che sulle maglie campeggiasse il solo lettering della ragione sociale, senza stemmi a corredo.
Dal 2010 lo "scudo a pentola" è stato impiegato in via esclusiva: in quello stesso anno fu oggetto di un minimo restyling nella sagoma dello scudetto, nel disegno interno, nella parte testuale (mutata in U.S. SASSUOLO, con diverso carattere tipografico) e nell'uso di un verde più brillante.
Per la stagione 2020-2021, in occasione del suo centenario, il club ha adottato uno speciale stemma celebrativo: il pallone nel lato inferiore viene sostituito da un 100 di colore nero su un campo dorato; il nero nello scudo pentagonale diventa bianco, con l'estremità rimane nera nel lato superiore, diventando invece verde in quello inferiore e dorato al centro; il simbolo dei colli con i fiori perde il colore nero, diventando bianco, e i colli diventano verdi.

Lo stemma usato sulle maglie tra il 2007 e il 2009
Versione alternativa dello stemma usata fino alla stagione 2009-2010
Stemma utilizzato dalla stagione 2010-2011

#### Inno
L'inno ufficiale del Sassuolo è il brano Neroverdi, composto nel 2013 dal cantautore sassolese Nek e utilizzato come tale a partire dal dicembre dello stesso anno.

## Strutture

### Stadio

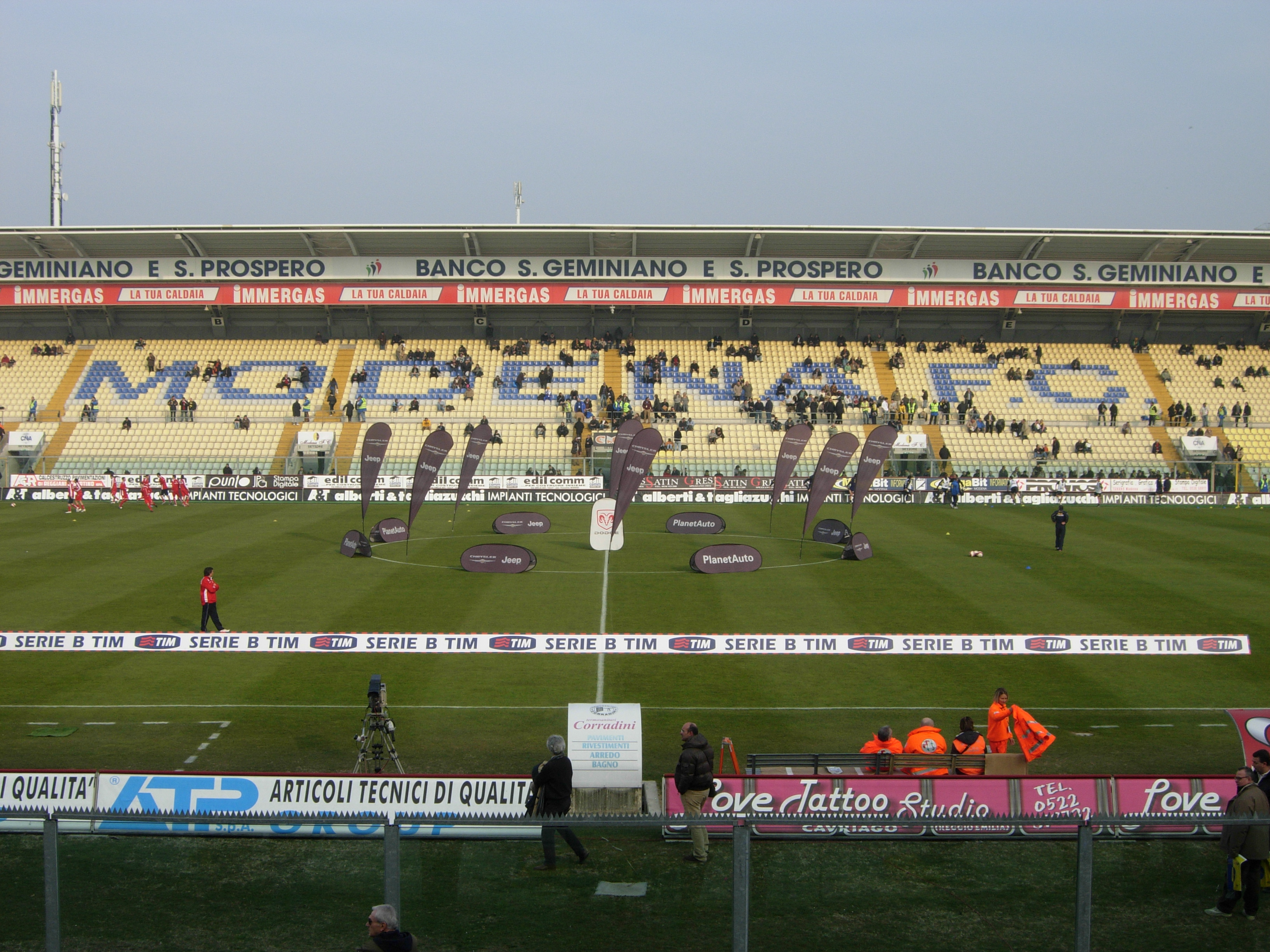
Il Braglia di Modena, stadio impiegato dal club neroverde negli anni di militanza in Serie B

Il primo campo da calcio dei neroverdi, dal 1922 al 1925, è l'impianto nei pressi dell'attuale via Roma, a Sassuolo. Fino al 1929 viene poi utilizzato il campo sportivo in località La Pista, nel quartiere di Borgo Venezia sulle rive della Secchia, mentre dalla fine degli anni 1920 al 1972 viene utilizzato il campo polisportivo di piazza Risorgimento, situato anch'esso nella città emiliana.
Da qui fino alla promozione in Serie B del 2008, il club neroverde disputa le proprie partite interne allo stadio Enzo Ricci di Sassuolo, un piccolo impianto da 4 008 posti composto da un solo settore, la tribuna centrale coperta. Le due curve, quella ospiti e quella destinata ai supporter della squadra di casa, sono removibili, in ferro.
Durante la sua militanza nella serie cadetta, dal 2008 al 2013, il Sassuolo ha disputato le sue partite interne allo stadio Alberto Braglia di Modena, complice l'inadeguatezza del Ricci per gli standard della Serie B: l'impianto è di proprietà del comune modenese, ed il Sassuolo versava una quota annuale per disputarvi le partite casalinghe.
A seguito della prima storica promozione dei neroverdi in Serie A, nel 2013 il Sassuolo trasferisce il suo campo casalingo allo stadio di Reggio nell'Emilia, che in quell'anno viene acquistato dalla Mapei del patron Giorgio Squinzi e rinominato Mapei Stadium - Città del Tricolore.

### Centro di allenamento
Nel corso degli anni 2000 e 2010, la prima squadra neroverde si è allenata presso lo stadio Ricci di Sassuolo, struttura situata a fianco della sede societaria del club, in piazza Risorgimento, utilizzata anche come terreno per le partite interne del settore giovanile.
Dalla stagione 2019-2020 sia la prima squadra sia il settore giovanile hanno come sede di allenamento il centro sportivo Mapei Football Center in località Cà Marta.

## Società
Il club, fondato nel 1920 come associazione con il nome "Sassuolo Football Club", il 30 giugno 1984 divenne una società per azioni con la denominazione ufficiale "Unione Sportiva Sassuolo Calcio", assunta già nell'estate del 1974 dopo la fusione con l'Associazione Calcio Sassolese, per poi essere trasformata, nel 2013, in una società a responsabilità limitata mantenendo la stessa ragione sociale.
La società, avente sede legale in via Giorgio Squinzi 1 a Sassuolo (MO) e iscritta alla Camera di Commercio di Modena, risulta avere, al 2024, 222 dipendenti e un capitale sociale di 5 000 000 euro.
Dal 2003 il club è controllato dalla famiglia italiana Squinzi: questo controllo è esercitato tramite l'azienda italiana Mapei S.p.A., proprietaria del club neroverde con il 100,00% del capitale, in qualità di socio unico e, a sua volta, appartenente al 100% alla società italiana Emme Esse Vi s.r.l., holding finanziaria le cui azioni sono detenute nel loro totale dai figli di Giorgio Squinzi, dopo la morte di quest'ultimo avvenuta il 2 ottobre 2019.
La società neroverde non possiede, al 2023, società controllate o collegate.
Il brand Sassuolo, nel 2023, è al nono posto in Italia con un valore di 62 milioni di euro.
Il club è membro network dell'European Club Association (ECA), organismo privato che rappresenta le società calcistiche a livello europeo e riconosciuto dall'UEFA.

### Organigramma societario
Il governo societario dell'Unione Sportiva Sassuolo s.r.l., al 2023, prevede un sistema tradizionale formato dall'assemblea degli azionisti, dal consiglio di amministrazione (CdA) e dal collegio sindacale. Il CdA, rinnovato nel 2019, è composto da tre membri, nominati dall'assemblea degli azionisti e tutti indicati dalla famiglia Squinzi tramite la società controllante Mapei S.p.A.; Carlo Rossi ricopre la carica di presidente del consiglio di amministrazione, assunta nel 2004 un anno dopo l'acquisizione del club da parte di Giorgio Squinzi, mentre Giovanni Carnevali è l'amministratore delegato, nominato nel 2014. Il collegio sindacale è composto da soli due membri, sempre indicati da Mapei, dopo la morte del terzo componente, il presidente del collegio Claudio Raimondi. La società di revisione, scelta anch'essa dai soci quale organo esterno di riesame dei conti, è l'azienda EY S.p.A..
Dati aggiornati al 1º settembre 2023. 
- Carlo Rossi - Presidente
- Veronica Squinzi - Vicepresidente
- Giovanni Carnevali - Amministratore delegato e direttore generale
- Andrea Fabris - Direttore organizzativo
- Francesco Palmieri - Direttore sportivo
- Massimiliano Fusani - Team manager

### Sponsor
Di seguito la cronologia di fornitori tecnici del Sassuolo.
- 1980-1981
- 1981-1982 Umbro
- 1982-1983
- 1983-1986 Ennerre
- 1986-1989 ABM
- 1989-1991 Ennerre
- 1991-1998 Erreà
- 1998-1999 Uhlsport
- 1999-2000 Sportika
- 2000-2001 Hummel
- 2001-2002 Garman
- 2002-2005 Virma
- 2005-2007 Erreà
- 2007-2015 Sportika
- 2015-2020 Kappa[51]
- 2020- Puma[52]

### Impegno nel sociale
Il Sassuolo è attivo nel campo sociale e umanitario. In seguito al terremoto dell'Emilia del 2012 il club partecipa all'iniziativa "Un calcio al terremoto", raccogliendo fondi per finanziare progetti di promozione sportiva nelle aree colpite, inoltre durante il ritiro estivo del 2013 partecipa a "Make A Wish", organizzazione Onlus che permette a bambini con seri problemi di salute di realizzare i loro desideri. Il 5 settembre 2013 partecipa a un'amichevole contro la Paullese Calcio, i cui ricavi vengono devoluti all'associazione genitori oncologia pediatrica UNA Onlus, mentre nel novembre dello stesso anno promuove videomessaggi nella lingua dei segni; il mese successivo alcuni giocatori neroverdi si inscrivono ad ADMO e al Registro Donatori Midollo Osseo; infine il 16 febbraio 2014, in occasione di Sassuolo-Napoli, la squadra ospita allo stadio anche la nazionale italiana calcio amputati.

### Settore giovanile
Il settore giovanile del Sassuolo è formato da quattro squadre maschili partecipanti ai campionati nazionali (Primavera 1, Under-17 A e B, e Under-15) e una partecipante a livello regionale, oltre a due rappresentative di Esordienti e una di Pulcini. A livello di palmarès, il maggiore alloro del settore giovanile neroverde è rappresentato dalla vittoria del Campionato Primavera 1 nel 2024, anno in cui ha messo in bacheca anche la Supercoppa Primavera; in seconda battuta, il Sassuolo annovera vittorie al Torneo di Viareggio nelle edizioni 2017, con la squadra Primavera, e 2022 e 2023, con la squadra Under-18.

## Diffusione nella cultura di massa
A fine febbraio 2012 il cantautore Don Backy fu vittima di uno scherzo a opera di Jacopo Morini, andato in onda nel programma televisivo Le Iene ai primi di marzo. Morini telefonò al cantautore spacciandosi per Carlo Rossi, presidente del Sassuolo, e chiedendogli in tale veste di realizzare una rivisitazione del brano L'immensità da adottarsi come nuovo inno del club e successivamente di cantarlo prima della partita Sassuolo-Ascoli, valida per la 26ª giornata della Serie B 2011-12. Don Backy, credendo di aver veramente interloquito con il presidente neroverde, compose l'inno, salvo poi non essere ammesso all'interno dello stadio Alberto Braglia il giorno della gara. Il presidente Rossi, venuto a conoscenza dello scherzo, decise poi di invitare effettivamente Don Backy a interpretare il brano a margine di una gara ufficiale dei neroverdi.

## Allenatori e presidenti
Di seguito l'elenco degli allenatori e dei presidenti del Sassuolo Calcio, dall'anno di fondazione ad oggi.
- 1920-19??  ...
- 19??-1970  Carmine Edere
- 1970-1972  Angelo Ottani
- 1972-1973  Augusto Vaccari
- 1973-1975  Ezio Pascutti
- 1975-1977  Angelo Ottani
- 1977-1978  ...
- 1978-1979  Augusto Vaccari
- 1979-1984  ...
- 1984-1986  Aurelio Dotti
- 1986-1987  Ezio Galbiati
 Ezio Pascutti
- 1987-1988  Giancarlo Magrini
- 1988-1989  Guido Mammi
 Adelmo Capelli
- 1989-1990  Adelmo Capelli
 Raffaello Vernacchia
 Gianni Seghedoni
- 1990-1991  ...
- 1991-1992  Zuccatelli
- 1992-1993  Roberto Benincasa
- 1993-1994  Loris Marani
- 1994-1995  Giorgio Barbieri
 Gianni Seghedoni
- 1995-1996  Gianni Vaccari
- 1996-1997  Gianni Vaccari
 Roberto Cesati
- 1997-1998  Loris Boni
 Stefano Garuti
- 1998-1999  Stefano Garuti
 Roberto Busi
- 1999-2000  Gianni Balugani
- 2000-2001  Daniele Simeoni
 Fabio Bedogni
 Paolo Magnani
- 2001-2002  Gianni Balugani
 Paolo Magnani
 Oreste Lamagni
 Paolo Magnani
 Gianni Balugani
- 2002-2003  Cesare Maestroni
 Gianni Balugani
- 2003-2004  Gianni Balugani
 Cristiano Bergodi
- 2004-2005  Giuseppe Brucato
- 2005-2007  Gian Marco Remondina
- 2007-2008  Massimiliano Allegri
- 2008-2009  Andrea Mandorlini
- 2009-2010  Stefano Pioli
- 2010-2011  Daniele Arrigoni (1ª-7ª)
 Angelo Gregucci (8ª-39ª)
 Paolo Mandelli (40ª-42ª)
- 2011-2012  Fulvio Pea
- 2012-2013  Eusebio Di Francesco
- 2013-2014  Eusebio Di Francesco (1ª-21ª)
 Alberto Malesani (22ª-26ª)
 Eusebio Di Francesco (27ª-38ª)
- 2014-2017  Eusebio Di Francesco
- 2017-2018  Cristian Bucchi (1ª-14ª)
 Giuseppe Iachini (15ª-38ª)
- 2018-2021  Roberto De Zerbi
- 2021-2023  Alessio Dionisi
- 2023-2024  Alessio Dionisi (1ª-20ª)
 Emiliano Bigica (21ª)[62]
 Alessio Dionisi (22ª-26ª)
 Davide Ballardini (27ª-38ª)
- 2024-  Fabio Grosso

- 1920-1970  ...
- 1970-1973  Primo Costi
- 1973-1974  Cantelli
- 1974-1975  Carlo Alberto Giovanardi
- 1975-1977  Igino Guazzi
- 1977-1978  ...
- 1978-1979  Gilberto Prati
- 1979-1984  ...
- 1984-1990  Claudio Sassi
- 1990-1996  ...
- 1996-2002  Rodolfo Baldelli
- 2002-2003  Ivano Belfasti
- 2003-  Carlo Rossi

## Calciatori

### Capitani
- ... (1920-2000)
- Massimo Spezia (2000-2001)
- ... (2001-2003)
- Marco Lo Pinto (2003-2005)
- Marco Piccioni (2005-2012)
- Francesco Magnanelli (2012-2022)
- Gian Marco Ferrari (2022-2024)
- Andrea Consigli (2024)
- Pedro Obiang (2024-)

### Contributo alle nazionali
Sono 11 i giocatori ad aver debuttato e giocato nella nazionale italiana nel periodo di militanza nella formazione neroverde: questo la rende la diciottesima squadra ad aver fornito il maggior numero di giocatori alla nazionale italiana. Il giocatore attualmente con più partite giocate è Domenico Berardi (17 presenze), seguito da Manuel Locatelli (15), Simone Zaza (5), Francesco Acerbi (2), Francesco Caputo (2), Giacomo Raspadori (2), Stefano Sensi (2), Gianluca Scamacca (2), Gian Marco Ferrari (1), Lorenzo Pellegrini (1), Matteo Politano (1) e Nicola Sansone (1). Di questi, sei giocatori hanno realizzato almeno una rete in una partita ufficiale: Berardi ha segnato 5 goal; Locatelli 3; Zaza, Caputo, Sensi e Ferrari uno a testa.
Sono tre i giocatori militanti nel Sassuolo ad aver vinto i campionati europei di calcio 2020: Domenico Berardi, Manuel Locatelli e Giacomo Raspadori.
Sono molti i giovani che hanno esordito con le nazionali giovanili, tra cui spiccano Domenico Berardi, che ha ottenuto 23 presenze e 4 gol nella nazionale italiana Under-21 e anche 3 presenze e una rete in quella Under-19, Luca Antei, che ha messo a referto 10 presenze nell'Under-21, e 2 presenze e 2 reti nell'Under-20; Claud Adjapong, che ha totalizzato 13 presenze nell'Under-21 e 10 presenze nell'Under-19, Giacomo Raspadori, Gian Marco Ferrari, Stefano Turati, Filippo Romagna, Gianluca Scamacca, Luca D'Andrea e altri.

## Palmarès

### Competizioni nazionali
- Serie B: 2

2012-2013, 2024-2025
- Supercoppa di Lega di Serie C1: 1

2008

### Competizioni interregionali
- Serie C1: 1

2007-2008 (girone A)
- Campionato Interregionale: 1

1983-1984 (girone D)

### Competizioni regionali
- Promozione: 3

1920-1921 (girone emiliano A), 1976-1977 (girone B), 1980-1981 (girone B)
- Campionato italiano di terza divisione: 1

1925-1926 (girone emiliano B)
- Prima Categoria: 1

1967-1968 (girone emiliano B)

### Competizioni giovanili
- Campionato Primavera 1: 1

2023-2024
- Supercoppa Primavera: 1

2024
- Torneo di Viareggio: 3

2017, 2022, 2023
- Torneo Città di Vignola: 2

2016, 2019
- Campionato nazionale Dante Berretti: 1

2017-2018
- Supercoppa Dante Berretti: 1

2018

### Altri piazzamenti
- Serie C1

Secondo posto: 2006-2007 (girone A)
- Serie C2

Secondo posto: 2005-2006 (girone B)
- Campionato Nazionale Dilettanti

Secondo posto: 1997-1998 (girone C)
- Promozione

Secondo posto: 1956-1957 (girone B)
- Prima Divisione

Secondo posto: 1950-1951 (girone C)
- Prima Categoria

Secondo posto: 1964-1965 (girone B), 1966-1967 (girone B)

## Statistiche e record

### Partecipazione ai campionati nazionali
Di seguito la tabella raffigurante le partecipazioni del Sassuolo ai campionati di calcio.
| Livello | Categoria                                     | Partecipazioni | Debutto   | Ultima stagione | Totale |
| ------- | --------------------------------------------- | -------------- | --------- | --------------- | ------ |
| 1º      | Serie A                                       | 12             | 2013-2014 | 2025-2026       | 12     |
| 2º      | Serie B                                       | 6              | 2008-2009 | 2024-2025       | 6      |
| 3º      | Serie C1                                      | 2              | 2006-2007 | 2007-2008       | 2      |
| 4º      | Serie D                                       | 8              | 1968-1969 | 1977-1978       | 22     |
| 4º      | Serie C2                                      | 14             | 1984-1985 | 2005-2006       | 22     |
| 5º      | Campionato Interregionale - Seconda Categoria | 1              | 1957-1958 | 1957-1958       | 13     |
| 5º      | Serie D                                       | 1              | 1978-1979 | 1978-1979       | 13     |
| 5º      | Campionato Interregionale                     | 5              | 1981-1982 | 1991-1992       | 13     |
| 5º      | Campionato Nazionale Dilettanti               | 6              | 1992-1993 | 1997-1998       | 13     |

### Statistiche di squadra
Dalla sua fondazione il Sassuolo ha giocato 11 edizioni della Serie A, 6 della Serie B, 2 di Serie C1, 22 di campionati di quarto livello e 13 di quinto: nel corso dei campionati di massima categoria, i neroverdi ottengono il loro migliore piazzamento, ovvero il sesto posto della stagione 2015-2016, totalizzando 61 punti. Il Sassuolo è inoltre la trentaduesima squadra per numero di punti conquistati nella storia del campionato di Serie A.

### Statistiche individuali

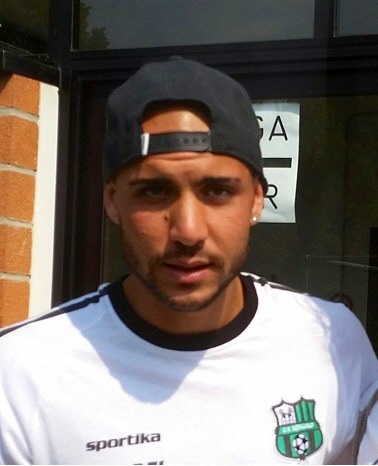
Simone Zaza, autore il 1º settembre 2013 del primo gol neroverde in Serie A

Francesco Magnanelli è il calciatore neroverde con il maggior numero di presenze, 520, a 395 segue Domenico Berardi, mentre a 372 troviamo Andrea Consigli.
Per quanto riguarda il massimo campionato italiano, il primato di presenze è detenuto da Andrea Consigli con 357, seguono Domenico Berardi con 314 e Magnanelli con 208.
Il giocatore del Sassuolo che detiene il record di maggior numero di reti segnate è Berardi con 148 gol, a cui seguono Cristiano Luconi (44), Gaetano Masucci (44) e Alessandro Noselli (38) mentre, per quanto riguarda la sola Serie A, al primo posto troviamo Berardi con 122 marcature, seguito da Francesco Caputo con 32 e Grégoire Defrel con 27.
Di seguito i record presenze e marcature in tutte le competizioni dei giocatori del Sassuolo dall'anno di fondazione. In grassetto i giocatori ancora in attività con la maglia del club neroverde.
Dati aggiornati al 10 maggio 2025.
| Record di presenze - 520 Francesco Magnanelli (2005-2022) - 399 Domenico Berardi (2012-oggi) - 372 Andrea Consigli (2014-2025) - 242 Gaetano Masucci (2004-2014) - 219 Nicolò Consolini (2004-2012) - 208 Grégoire Defrel (2015-2017; 2019-2024) - 206 Alberto Pomini (2004-2017) - 202 Marco Piccioni (2004-2012) - 200 Simone Missiroli (2012-2018) - 194 Gian Marco Ferrari (2018-2024) | Record di reti - 148 Domenico Berardi (2012-oggi) - 44 Cristiano Luconi (1994-1998) - 44 Gaetano Masucci (2004-2014) - 38 Alessandro Noselli (2008-2012) - 34 Grégoire Defrel (2015-2017; 2019-2024) - 32 Francesco Caputo (2019-2021) - 31 Armand Laurienté (2022-oggi) - 29 Andy Selva (2006-2009) - 24 Matteo Politano (2015-2018) - 24 Stefano Paraluppi (1988-1989; 1996-1997) |

## Tifoseria
Secondo un'indagine condotta e pubblicata annualmente da due società specializzate in sondaggi e ricerche di mercato, la StageUp e la Ipsos, al 2023 la squadra poteva contare in Italia su un seguito stimato in circa 68 000 tifosi, un dato in calo rispetto alle rilevazioni degli anni precedenti.
La tifoseria neroverde contribuisce ad una percentuale di riempimento del Mapei Stadium, durante le gare casalinghe del Sassuolo, pari al 66,7% nella stagione 2023-2024. La migliore media di pubblico stagionale per la squadra, in campionato, fu registrata nell'annata 2013-2014, stagione del debutto assoluto in Serie A per il club, quando vi fu una presenza media di 13 985 spettatori per gara. I tifosi emiliani hanno fatto segnare il primato di abbonamenti stagionali in campionato per il club, acquistando 7 795 tessere, sempre nella stessa stagione.

### Storia

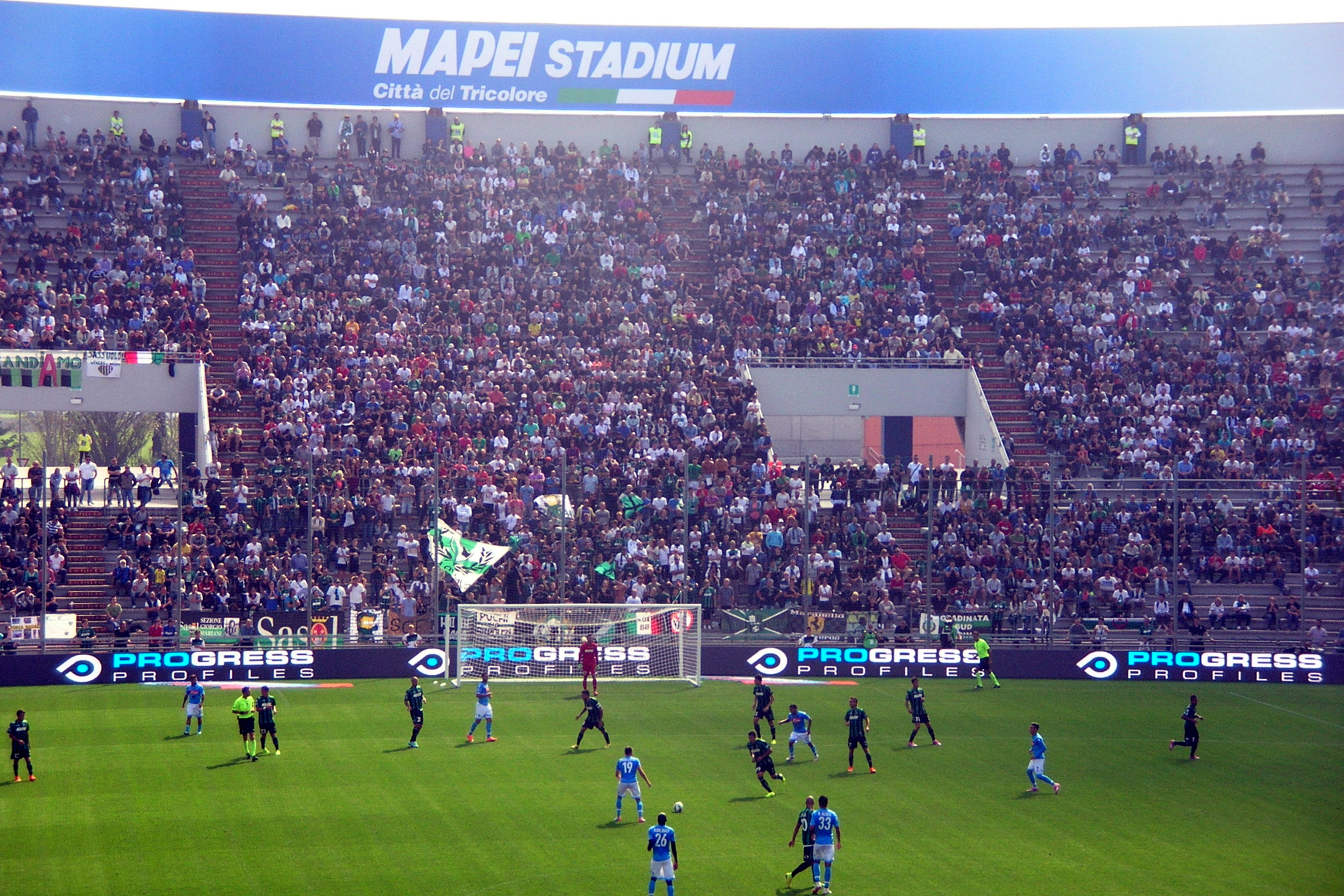
La frangia più calda della tifoseria neroverde nella curva Sud del Mapei Stadium di Reggio nell'Emilia, durante Sassuolo- del 2014

I tifosi del Sassuolo presenti alle partite, storicamente non numerosi a causa delle dimensioni della città, si sono ulteriormente ridotti quando, per effetto delle promozioni degli anni 2010 nelle principali categorie nazionali (prima in Serie B e poi in A), la squadra ha disputato i propri incontri interni dapprima a Modena e poi a Reggio Emilia: la media delle presenze si è attestata intorno a quota 3 000. Così, venuti meno gli storici gruppi Ultras Saxolum 1988, Alkatraz, Gruppo 1922 e Head Out, la tifoseria organizzata neroverde è confluita principalmente nel Clan Curva Nord e nel Sasol.
Durante il match casalingo contro il Chievo nel campionato 2013-2014 gli ultras sassolesi indicono una protesta contro l'acquisto dello stadio della città reggiana da parte della società neroverde, evidenziando quanto sia importante per loro non essere sempre "ospiti"; al loro fianco, presenti in curva Sud, gli ultras "padroni di casa" della Reggiana. Nel 2024-2025 Sassuolo e Reggiana si incontrano in Serie B per la prima volta dopo l'acquisto dello stadio da parte della Mapei. Nel derby di ritorno le due tifoserie decidono di disertare il match per protestare contro la decisione del club neroverde di invertire le due curve, assegnando così la Tribuna Sud ai tifosi neroverdi e il settore ospiti ai tifosi granata.

### Gemellaggi e rivalità
Nella stagione 2013-2014 nasce un gemellaggio con la tifoseria del Chievo, in particolare con i membri del Coordinamento amici del Chievo. Il 20 marzo 2016 il club Gli Antenati si gemella con l'Udinese Club Friuli. Altro gemellaggio è quello che lega i tifosi del Sassuolo a quelli del Piacenza. La tifoseria emiliana sostiene inoltre rapporti di amicizia con gli ultras di Bra, Pavia, Südtirol, Pordenone e Pro Sesto.
La rivalità più sentita è storicamente quella con i tifosi del Carpi, spesso sbeffeggiati durante le partite dei neroverdi. Nata recentemente, per ragioni di vicinanza e di campanilismo, è quella con il Modena, mentre altre rivalità sussistono con le tifoserie di Empoli, Ancona, Grosseto, Sansovino, Savona, Trento, Pro Vercelli, Belluno nonché con i corregionali del Cesena e della SPAL.

## Organico

### Rosa 2025-2026
Rosa aggiornata al 14 agosto 2025.
| N. |                          | Ruolo | Calciatore                  |
| -- | ------------------------ | ----- | --------------------------- |
| 1  | Italia (bandiera)        | P     | Alessandro Russo            |
| 2  | Italia (bandiera)        | D     | Filippo Missori             |
| 3  | Scozia (bandiera)        | D     | Josh Doig                   |
| 5  | Guinea-Bissau (bandiera) | D     | Fali Candé                  |
| 6  | Polonia (bandiera)       | D     | Sebastian Walukiewicz       |
| 7  | Italia (bandiera)        | A     | Cristian Volpato            |
| 8  | Italia (bandiera)        | C     | Andrea Ghion                |
| 9  | Italia (bandiera)        | A     | Samuele Mulattieri          |
| 10 | Italia (bandiera)        | A     | Domenico Berardi (capitano) |
| 11 | Italia (bandiera)        | C     | Daniel Boloca               |
| 12 | Italia (bandiera)        | P     | Giacomo Satalino            |
| 13 | Italia (bandiera)        | P     | Stefano Turati              |
| 14 | Danimarca (bandiera)     | A     | Laurs Skjellerup            |
| 15 | Italia (bandiera)        | D     | Edoardo Pieragnolo          |
| 16 | Italia (bandiera)        | P     | Gioele Zacchi               |
| 17 | Colombia (bandiera)      | D     | Yeferson Paz                |
| 19 | Italia (bandiera)        | D     | Filippo Romagna             |

| N. |                                 | Ruolo | Calciatore          |
| -- | ------------------------------- | ----- | ------------------- |
| 20 | Gambia (bandiera)               | A     | Alieu Fadera        |
| 21 | Indonesia (bandiera)            | D     | Jay Idzes           |
| 24 | Italia (bandiera)               | A     | Luca Moro           |
| 25 | Uruguay (bandiera)              | A     | Agustín Álvarez     |
| 26 | Paesi Bassi (bandiera)          | D     | Cas Odenthal        |
| 31 | Italia (bandiera)               | D     | Tommaso Macchioni   |
| 32 | Romania (bandiera)              | C     | Troy Tomșa          |
| 33 | Italia (bandiera)               | C     | Christian Frangella |
| 35 | Italia (bandiera)               | C     | Luca Lipani         |
| 42 | Norvegia (bandiera)             | C     | Kristian Thorstvedt |
| 44 | Italia (bandiera)               | C     | Edoardo Iannoni     |
| 45 | Francia (bandiera)              | A     | Armand Laurienté    |
| 49 | Kosovo (bandiera)               | P     | Arijanet Murić      |
| 77 | Italia (bandiera)               | A     | Nicholas Pierini    |
| 80 | Bosnia ed Erzegovina (bandiera) | D     | Tarik Muharemović   |
| 90 | Canada (bandiera)               | C     | Ismaël Koné         |
| 99 | Italia (bandiera)               | A     | Andrea Pinamonti    |

### Staff tecnico
Dati aggiornati al 14 luglio 2024.
Staff tecnico
- Fabio Grosso - Allenatore
- Raffaele Longo - Vice Allenatore
- Mauro Carretta - Collaboratore tecnico
- Marco Riggio - Collaboratore tecnico
- Marco Bizzarri - Preparatore dei portieri
- Stefano Bruno - Preparatore atletico
- Vittorio Carello - Preparatore atletico
- Andrea Rinaldi - Preparatore atletico
- Francesco Vaccariello - Preparatore atletico